# پودوله ویلکیه
پودوله ویلکیه (به لهستانی:  Podole Wielkie) یک روستا در لهستان است که در گمینا گوووچتسه واقع شده‌است. پودوله ویلکیه ۲۶۰ نفر جمعیت دارد.